# Норовын Алтанхуяг
Но́ровын А́лтанхуяг (монг. Норовын Алтанхуяг: род. 20 января 1958) — премьер-министр Монголии с 2012 по 2014 год, в 1996—2000 годах — министр сельского хозяйства и промышленности, в 2004—2006 годах — министр финансов. В 2008—2014 годах — глава Демократической партии.

## Биография
Родился в Убсунурском аймаке МНР пятым сыном в многодетной семье. После окончания улангомской средней школы поступил на физико-математический факультет МонГУ, после чего с 1981 года работал в нём преподавателем. Вместе с двумя другими преподавателями основал при университете технический клуб.
В ходе волнений 1990 года был одним из активистов, создавших Социально-демократическое движение. 21 февраля стал одним из учредителей Демократической партии. До 2006 года четырежды занимал пост генерального секретаря партии, дважды избирался в Великий хурал. После поражения Демократической партии на выборах 2008 года и ухода Ц. Элбэгдоржа с поста её главы в пятый раз стал генсеком. С 2008 по 2012 год работал первым вице-премьером; 10 августа 2012 года был назначен главой правительства; отстранён от должности 5 ноября 2014 года.
27 июля 2017 года был назначен советником по политическим вопросам нового Президента Монголии Баттулги.